# Alexandre Lacassagne
Alexandre Lacassagne (* 17. August 1843 in Cahors, Südwestfrankreich; † 24. September 1924 in Lyon) war ein französischer Arzt und Kriminologe. Er war der Gründer der Lacassagne-Kriminologie-Schule in Lyon, die von 1885 bis 1914 sehr einflussreich und der Hauptrivale von Lombrosos italienischer Schule war.

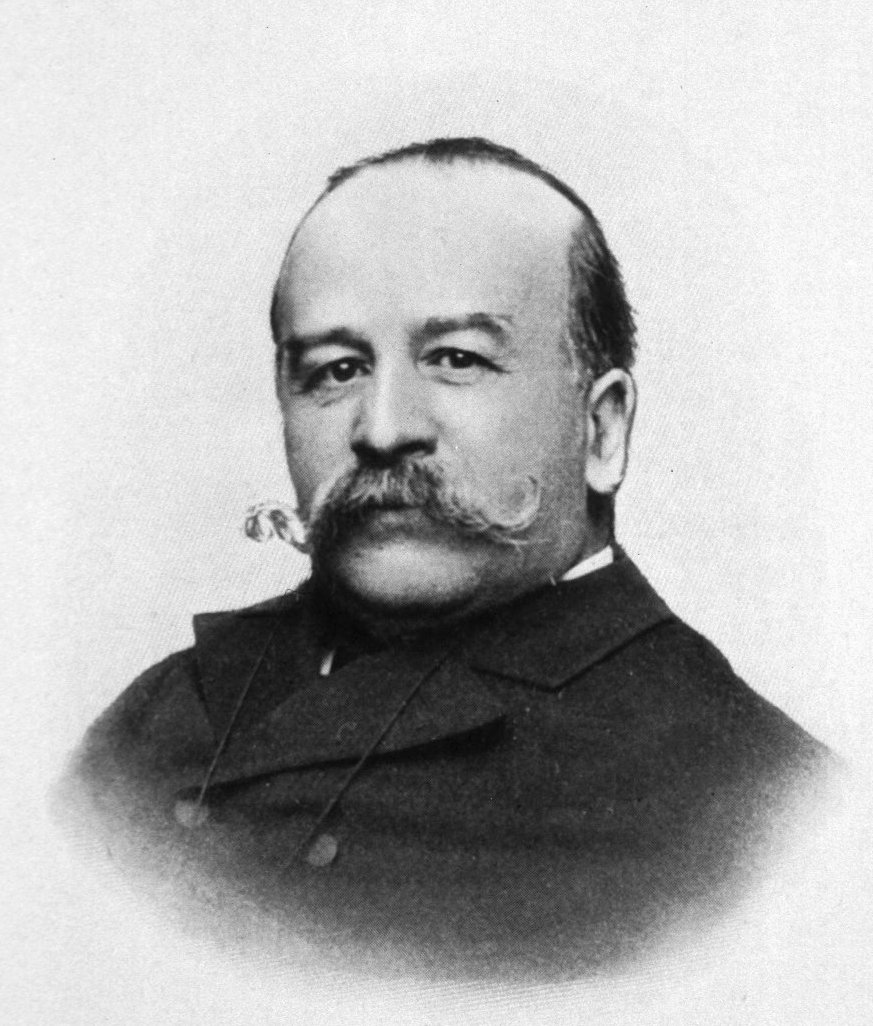
Alexandre Lacassagne

## Leben
Er studierte an der Militärschule Straßburg und für kurze Zeit arbeitete er am Val-de-Grâce Militärspital in Paris. Später erlangte er einen Sitz der Médecine Légale de la Faculté de Lyon (forensische Medizin an der Fakultät Lyon) und war auch der Gründer der Zeitschrift Archives de l'Anthropologie Criminelle. Unter seinen Assistenten war der berühmte Forensiker Edmond Locard (1877–1966).
Lacassagne war ein Hauptbegründer der Gebiete medizinische Jurisprudenz und kriminologische Anthropologie. Er war Spezialist auf dem Gebiet der Toxikologie und war ein Pionier der Blutfärbemuster-Analyse und der Erforschung der Kugelmarkierungen und ihrer Beziehung zu bestimmten Waffen.
Er war sehr interessiert an Soziologie und Psychologie und der Korrelation dieser beiden Disziplinen zu kriminellem und "abweichendem" Verhalten. Er erachtete die biologische Prädisposition des Individuums, so wie sein soziales Umfeld, als wichtige Faktoren kriminellen Verhaltens.
Lacassagne wurde berühmt durch seine Expertisen von verschiedenen Kriminalfällen, einschließlich des Malle à Gouffé 1889, der Ermordung von Präsident Sadi Carnot, der 1894 vom italienischen Anarchisten Caserio erstochen wurde, oder von Joseph Vacher (1869–1888), einer der ersten aktenkundigen Serienmörder Frankreichs.
In der Politik unterstützte Lacassagne die Initiative seines Freundes Léon Gambetta, ein Opportunistischer Republikaner, der den "27. Mai 1885 Akt" bevorzugend, auch "Gesetz zur Verbannung von Wiederholungstätern" genannt (der Gesetzesentwurf war von René Waldeck-Rousseau und Martin Feuillée niedergelegt worden), das die Einrichtung von Strafkolonien ermöglichte. Er lehnte auch die Abschaffung der Todesstrafe ab, was 1906 von einer Allianz von Radikalen und Sozialisten vorgeschlagen aber 1908 abgelehnt wurde, da er glaubte, einige Kriminelle wären unverbesserlich.

## Lacassagne-Schule
Lacassagnes Schule hatte großen Einfluss in Frankreich von 1885 bis 1914 und war der Hauptgegner von Lombrosos italienischer Schule, obwohl ihre Bedeutung überschattet war und erst kürzlich durch den Einfluss neuerer Arbeit der Historiker wiederentdeckt wurde. Seine Hauptthemen 1913 zusammenfassend, bemerkte Lacassagne:
- "Das soziale Umfeld ist der Nährboden der Kriminalität; der Keim ist der Verbrecher, ein Element, das keine Bedeutung hat bis zu dem Tag, wo es die Nahrung findet, die es gären lässt."[3]
- "Dem Fatalismus, der unvermeidlich aus der anthropologischen Theorie folgt, stellen wir soziale Initiative entgegen."[4]
- "Gerechtigkeit verkümmert, Gefängnis korrumpiert und die Gesellschaft hat die Verbrecher, die sie verdient."[5][6]

Lacassagne war ursprünglich von Lombroso beeinflusst, aber begann sich selbst zu widersprechen hinsichtlich seiner späteren Theorie des "geborenen Verbrechers", des "Verbrechertyps" und seines Beharren auf Vererbbarkeit. Durch den Einfluss des Soziologen Gabriel Tarde setzte Lacassagne den Schwerpunkt auf Umwelteinflüsse, obwohl der Umweltdeterminismus seiner Ansicht nach weder erbliche Fragen noch physische Anomalien ausschloss.
Lacassagne teilte eine gemeinsame Bewunderung für Franz Joseph Gall (1758–1828), dem Begründer der Phrenologie, mit Paul Dubuisson, dem Mitbegründer des Archives d'anthropologie criminelle, und Joseph Gouzer. Er wurde auch von Auguste Comtes Positivismus beeinflusst; er begann einen seiner Artikel mit einem Zitat von Michelet, der behauptete, dass "Wissenschaft der Gerechtigkeit und Naturwissenschaft eins seien." Tatsächlich war Lyon ein wichtiges Zentrum der Phrenologie, mit der Anwesenheit von Fleury Imbert (1796–1851), einem Schüler von Fourier, der Galls Witwe heiratete, und Émile Gromier (1811–78), Lacassagnes Vorgänger in der Lyoner Fakultät. Ein dritter wichtiger Einfluss von Lacassagne war der Hygienismus. Aus diesen Einflüssen bewahrte er zwei Hauptprinzipien: Organizismus und zerebrale Lokalisation.
So definierte die Lyoner Schule Verbrechen als "anti-physiologische Bewegung, die in der Intimität des sozialen Organismus auftritt". Sie nahmen an, dass das soziale Umfeld einen physiologischen Einfluss auf das Gehirn hat, und stellten sich so Lombrosos Theorie entgegen, welche behauptete, kriminelle Faktoren seien nicht nur biologisch, sondern ausschließlich individuell. Fortan waren laut Lacassagne die beiden wichtigsten Faktoren für kriminologische Studien "biologisch" und "sozial", das Soziale selbst wurde als biologischer Organismus angesehen. Galls Theorie der zerebralen Lokalisation zufolge, unterteilte er das Gehirn in drei Zonen, die Okzipital-Zone, Sitz des animalischen Instinkts, die Parietal-Zone, die für soziale Aktivitäten benutzt wird, und die frontale Zone, Sitz der überlegenen Fähigkeiten. Weiters unterteilte er die Gesellschaft selbst anhand dieser Zonen, was laut ihm drei "Typen" von Verbrechern erzeuge, "Gedanken-Verbrecher", "handelnde Verbrecher" und "empfindsame oder instinktive Verbrecher", beziehungsweise korrespondierend zur frontalen, parietalen Zone und okzipitalen sozialen Zone.
Lacassagnes wurde möglicherweise durch sein Festhalten an den Werten der Phrenologie, der zu jener Zeit von den meisten wissenschaftlichen Kreisen die Glaubwürdigkeit abgesprochen wurde, von der Lombroso Schule überschattet. Die Kriminologie war zu jener Zeit in zwei Haupttendenzen gespalten, eine mehr verwandt zu den "biopsychologischen" Theorien, die Bedeutung von individuellen Faktoren beanspruchend und abzielend auf die Etablierung eines essentiellen Unterschiedes zwischen ehrbaren Bürgern und Kriminellen, und die andere, die dem medizinischen Determinismus sozialen entgegenstellte, hauptsächlich beeinflusst von Durkheim. So war Lacassagnes Zugang, der biologische und soziale Faktoren kombinierte, zu zweideutig, um zu bestehen.

## Schriften
- De la Putridité morbide et de la septicémie, histoire des théories anciennes et modernes (1872)
- Précis d’hygiène privée et sociale (1876) Online
- Précis de médecine judiciaire (1878) Online
- Les Tatouages, étude anthropologique et médico-légale (1881)
- L’homme criminel comparé à l’homme primitif (1882)
- Les Actes de l’état civil : étude médico-légale de la naissance, du mariage, de la mort (1887)
- Les Habitués des prisons de Paris : étude d'anthropologie et de psychologie criminelles (1891) Online
- Les Établissements insalubres de l'arrondissement de Lyon. Comptes rendus des travaux du Conseil d’hygiène publique et de salubrité du département du Rhône (1891)
- Le Vade-mecum du médecin-expert : guide médical ou aide-mémoire de l’expert, du juge d’instruction, des officiers de police judiciaire, de l’avocat (1892) Online
- L’Assassinat du président Carnot (1894) Online
- De la Responsabilité médicale (1898) Online
- Vacher l’éventreur et les crimes sadiques (1899) Online
- Précis de médecine légale (1906)
- Peine de mort et criminalité, l’accroissement de la criminalité et l’application de la peine capitale (1908)
- La Mort de Jean-Jacques Rousseau (1913)
- La Verte Vieillesse (1920)